# Айитти, Шерри
Шерри Айитти (англ. Sherry Ayittey; 1948 — 22 июля 2023) — ганский политик, министр окружающей среды, науки и технологий в кабинете Джона Атта-Миллса после президентских выборов в Гане в 2008 году.
Она изучала биохимию и микробиологию. Прежде чем заняться политикой, Айитти работала в управлении крупнейшей в Гане винокурни.
Айитти была одной из основателей Национального демократического конгресса в Гане.
Айитти была участницей Международной конференции женщин в Пекине, Китай, и конференции Африканской глобальной инициативы, Токио, Япония. Она также была участницей Института директоров Соединённого Королевства и Чартерного института маркетинга (CIM) Ганы.
Она умерла 22 июля 2023 года.